# Elektryczność

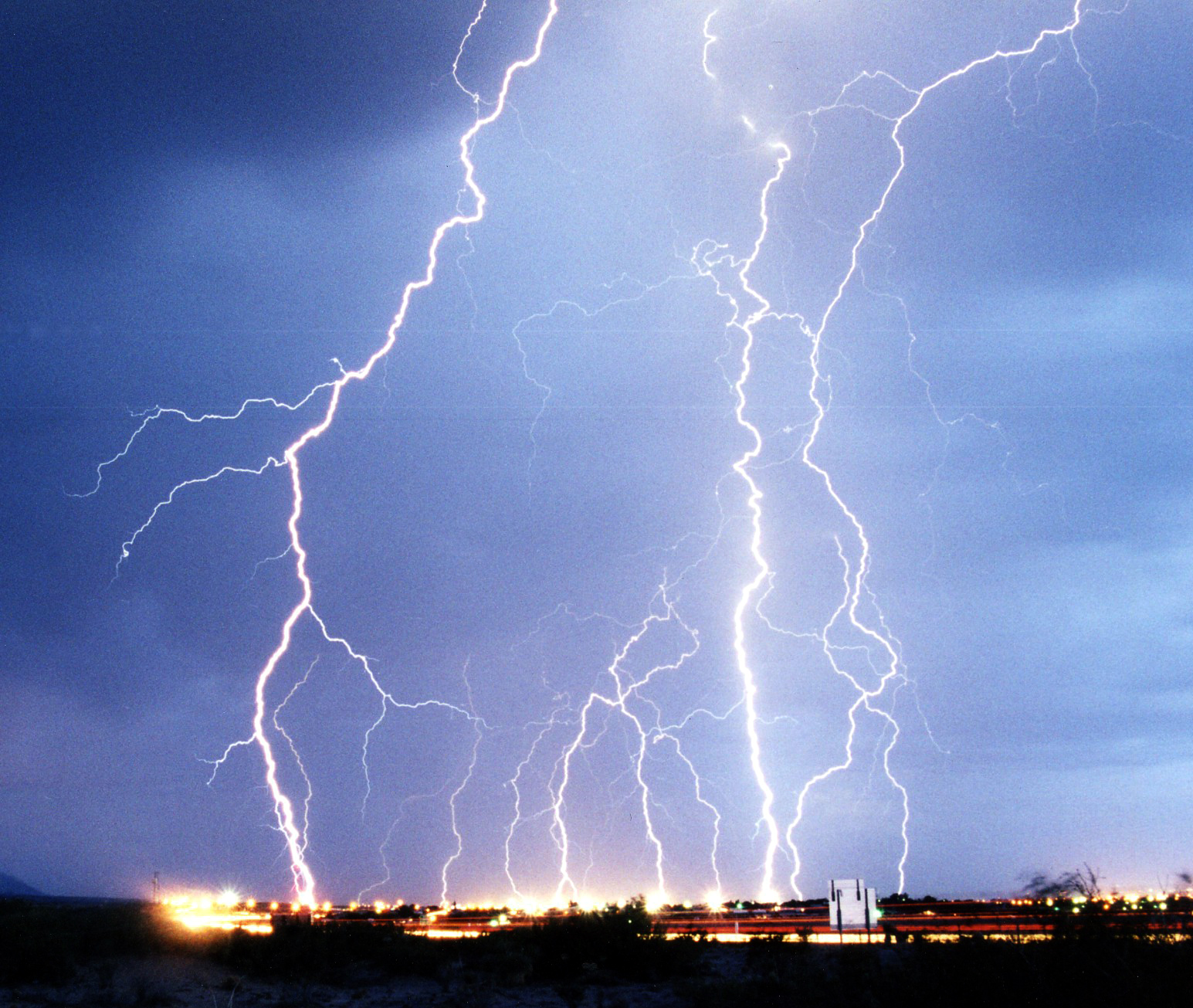
Błyskawica - przejaw zjawisk elektrycznych w atmosferze

Elektryczność (od stgr. ήλεκτρον (elektron) – bursztyn) – zjawisko związane z oddziaływaniem ciał (tworzeniu pola elektrycznego) posiadających ładunek elektryczny (dodatniego protonu i ujemnego elektronu, z których każdy posiada ładunek elementarny) oraz z przepływem tych ładunków (prądem elektrycznym). Ładunki te oddziałują wzajemnie przeciwnie; połączenie równych ilości ładunków dodatnich i ujemnych znosi ich efekt elektryczny na zewnątrz. W stanie normalnym oba rodzaje ładunku występują równomiernie, przez co materia wydaje się obojętna elektrycznie (neutralna). 
Rzadziej spotykanymi naturalnie naładowanymi cząstkami elementarnymi są pozyton i mezon. Poruszające się ładunki elektryczne tworzą prąd elektryczny, np. ruch elektronów w metalach, jonów w elektrolitach lub gazach, czy wiązek elektronów (katodowych) i jonów dodatnich (kanalowych) w próżni. 
Jeżeli ładunki są jednakowe (mają taki sam znak), odpychają się wzajemnie; jeśli mają przeciwne znaki, przyciągają się. Każdy ładunek elektryczny otoczony jest polem elektrycznym (pole siłowe). Pojawienie się zauważalnych zjawisk elektrycznych następuje dopiero w przypadku nadmiaru rozdzielonych ładunków dodatnich lub ujemnych. Powstaje wtedy ładunek elektryczny, który w przewodnikach zawsze przemieszcza się od bieguna o nadmiarze ładunku do bieguna o ładunku mniejszym. W trakcie tego ruchu powstają prądy elektryczne oraz pole magnetyczne, które otacza kierunek ruchu ładunku w sposób pierścieniowy. Ruchy ładunków zachodzą również w półprzewodnikach, w próżni oraz w gazach.
W fizyce elektryczność obejmuje elektrostatykę, elektrodynamikę i prąd elektryczny. Można wyróżnić elektryczność naturalną, np. atmosferyczną, oraz elektryczność związaną z techniką.
Nauka zajmująca się zjawiskami wywołanymi przez nieruchome ładunki elektryczne, zarówno wewnątrz ciał, na ich powierzchni, jak i w przestrzeni wolnej, nazywa się elektrostatyką. Zjawiska związane z ruchem ładunków opisuje elektrodynamika.
Każdy prąd elektryczny wytwarza w otoczeniu pole magnetyczne, zjawisko to nosi nazwę elektromagnetyzmu. Analogicznie zmienne w czasie pole elektryczne może wywoływać pole magnetyczne, a zmienne pole magnetyczne – pole elektryczne (indukcja). Zjawiska te stanowią podstawę większości procesów w elektrotechnice. Wzajemnie powiązane, szybko zmieniające się pola elektryczne i magnetyczne prowadzą do powstawania fal elektromagnetycznych, które mogą rozchodzić się w przestrzeni lub wzdłuż przewodów. Ich właściwości opisuje w dużym stopniu teoria Maxwella.
Właściwości nośników ładunku w atomach oraz oddziaływania między polami a materią stanowią przedmiot badań nowoczesnej mechaniki kwantowej i jej działu – elektrodynamika kwantowa.